# 711 v.Chr.

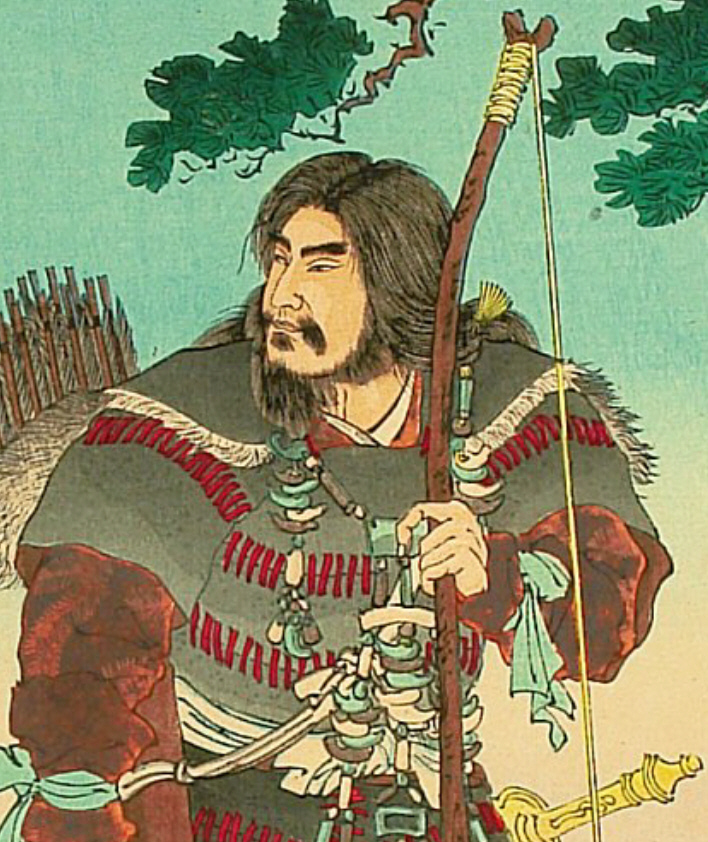
Jimmu, eerste keizer van Japan

Het jaar 711 v.Chr. is een jaartal volgens de christelijke jaartelling.

## Gebeurtenissen

### Assyrië
- Koning Sargon II onderdrukt de opstand van de Filistijnse steden Ashdod en Ashkelon.
- Frygië verovert Tabal en maakt een einde aan de Assyrische bezetting.[1]

### China
- Er komt een einde aan de Westelijke Zhou-dynastie, krijgsheren stichten eigen vazalstaten.

## Geboren
- Jimmu, eerste keizer van Japan (traditionele datum)

## Verwijzingen
1. ↑  Karen Radner, 'Tabal and Phrygia: problem neighbours in the West', Assyrian empire builders, University College London, 2013. Gearchiveerd op 7 mei 2023.